# واینای سادایوکی
واینای سادایوکی (به ژاپنی: 和井内貞行 Wainai Sadayuki); ۲۹ مارس ۱۸۵۸ – ۱۶ مهٔ ۱۹۲۲) تاجر اهل استان آکیتا در ژاپن بود.